# B-Chromosom

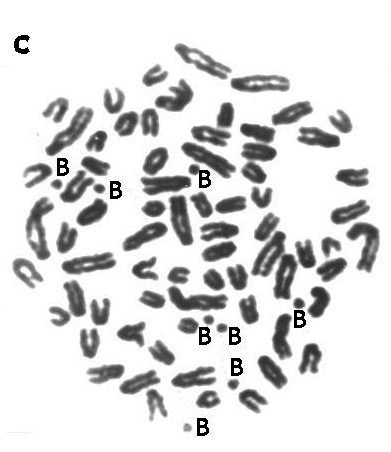
B-Chromosomen beim Sibirischen Reh

B-Chromosomen sind Chromosomen, die bei manchen Organismen zusätzlich zum normalen Karyotyp auftreten. Synonym werden sie auch als überzählige (engl. supernumerary) oder akzessorische (engl. accessory) Chromosomen bezeichnet. Die regulären Chromosomen nennt man in diesem Kontext A-Chromosomen. B-Chromosomen sind per Definition nur bei einem Teil der Exemplare einer Art oder einer Population vorhanden. Häufig ist zudem ihre Anzahl variabel. In manchen Fällen kommen sie nicht in allen Geweben vor.
Durch irreguläres Verhalten während der Mitose oder der Meiose gelingt es ihnen, sich „eigennützig“ (engl. selfish) in der Keimbahn anzureichern, so dass eine nicht-mendelsche Vererbung resultiert, bei der die für Chromosomen sonst übliche Weitergaberate von 50 % überschritten wird. Welche Mechanismen hierfür verantwortlich sind, ist erst in wenigen Fällen geklärt (siehe  für eine Übersicht über derartige Mechanismen). Im Unterschied zu Markerchromosomen, die keine Anreicherungsmechanismen haben, wurden B-Chromosomen beim Menschen bislang nicht nachgewiesen.
B-Chromosomen werden den parasitären oder auch egoistischen genetischen Elementen zugeordnet, zu denen auch Transposons gehören. Sie entstanden in vielen Fällen vermutlich aus A-Chromosomen bzw. Teilen davon. Sie wurden erstmals 1907 von Edmund B. Wilson bei Hemipteren beschrieben, ohne dass zunächst ihre parasitären Eigenschaften deutlich wurden.
Die Evolution der B-Chromosomen hängt vermutlich weitgehend ab vom Wechselspiel des Selektionsdrucks auf das Wirtsgenom zugunsten ihrer Eliminierung oder Stilllegung einerseits und ihrer Fähigkeit, diesem Druck auszuweichen, andererseits. Da B-Chromosomen mit den A-Chromosomen wechselwirken, spielen sie dort, wo sie vorkommen, vermutlich eine wichtige Rolle in der Genomevolution insgesamt. Nicht alle B-Chromosomen sind schädlich für den Wirt. Manche sind in ihrer Wirkung neutral, für einige werden sogar positive Wirkungen diskutiert, z. B. beim Schnittlauch.

## Verbreitung
B-Chromosomen sind bisher bei über 1300 Pflanzenarten, 500 Tierarten und einigen Pilzen beschrieben worden. Alle größeren Tier- und Pflanzengruppen sind dabei vertreten. Wenig überraschend wurden sie besonders häufig in gut untersuchten Gruppen gefunden. Bei Arten mit großen Genomen sind Bs häufiger als bei solchen mit kleinen Genomen (z. B. einkeimblättrige versus zweikeimblättrige Blütenpflanzen, Grashüpfer (Orthoptera) versus Zweiflügler (Diptera) bei den Insekten). Bei Vögeln, die vergleichsweise kleine Genome haben, wurden B-Chromosomen nur bei einer einzigen Art entdeckt. Die folgende Liste gibt nur wenige Beispiele an.
Tiere: Bei den gut untersuchten Grashüpfern sind B-Chromosomen weit verbreitet (z. B. bei Eyprepocnemis plorans selten mehr als drei). Andere Insekten mit Bs sind die Wespe Nasonia und die Fliege Drosophila subsilvestris. Weitere Beispiele: der Plattwurm Polycelis nigra (selten mehr als drei); der neuseeländische Frosch Leiopelma hochstetteri mit bis zu 15 mitotisch stabilen Bs; der Fisch Poecilia formosa. Bei 55 (von 4629) Säugetierarten sind bisher Bs gefunden worden z. B. bei Waldmäusen. Beim Menschen und Menschenaffen wurden sie nicht beobachtet.
Pflanzen: Bei Maispflanzen wurden bis zu 34 B-Chromosomen beschrieben, beim Schnittlauch (Allium schoenoprasum) bis zu 20. Bei Wildpflanzen lag die gefundene Höchstzahl jedoch bei drei (Lolium perenne, B. dichromosomatica), vermutlich weil diese einem höheren Selektionsdruck unterliegen. Bei Lilien und verwandten Pflanzen (Lilianae) sowie Gräsern (Poaceae), zwei Gruppen, die gut untersucht sind, sind B-Chromosomen weit verbreitet.

## Anmerkung
1. ↑  Klaus Frisch, Nicht-zufällige Segregation von Chromosomen – Eine Übersicht über die Literatur von 1908 bis 1995. 2001. Online erhältlich Nicht-zufällige Segregation von Chromosomen (Memento vom 1. März 2006 im Internet Archive).